# HEW Cyclassics 2005
La HEW Cyclassics 2005 fou la 10a edició de la cursa ciclista HEW Cyclassics. Es va disputar el 31 de juliol de 2005 sobre una distància de 250 quilòmetres, sent la divuitena prova de l'UCI ProTour de 2005. El vencedor fou l'italià Filippo Pozzato (Quick Step-Innergetic), que s'imposà a l'esprint a Luca Paolini i Allan Davis.

## Resultats
|    | Ciclista                 | Equip                 | Temps      |
| -- | ------------------------ | --------------------- | ---------- |
| 1  | Filippo Pozzato (ITA)    | Quick Step-Innergetic | 6h 00' 59" |
| 2  | Luca Paolini (ITA)       | Quick Step-Innergetic | m. t.      |
| 3  | Allan Davis (AUS)        | Liberty Seguros-Würth | m. t.      |
| 4  | Fabian Cancellara (SUI)  | Fassa Bortolo         | m. t.      |
| 5  | Davide Rebellin (ITA)    | Team Gerolsteiner     | m. t.      |
| 6  | Martin Elmiger (SUI)     | Phonak                | m. t.      |
| 7  | Salvatore Commesso (ITA) | Lampre-Caffita        | m. t.      |
| 8  | Vladímir Gússev (RUS)    | Team CSC              | m. t.      |
| 9  | Joan Antoni Flecha (ESP) | Fassa Bortolo         | m. t.      |
| 10 | Bert Grabsch (GER)       | Phonak                | m. t.      |